# Bolitoglossa decora
Bolitoglossa decora é uma espécie de anfíbio caudado pertencente à família Plethodontidae, sub-família Plethodontinae.